# Darlingtonkobling
Indenfor elektronik er en Darlingtonkobling (også set kaldet en Darlington-transistor eller et Darlington-par) er en sammensat struktur bestående af to bipolare transistorer (enten integreret på en mikrochip eller separate transistorer) forbundet således at strømmen forstærket af den første transistor er forstærket yderligere af den anden.

Denne konfiguration giver en meget højere fælles emitter strømforstærkning end hver transistor taget separat og i tilfældet af en integreret Darlington-mikrochip, kan der spares plads i forhold til de to separate transistorer, fordi de kan anvende en delt kollektor-tilledning. Integrerede Darlington-par kommer indpakket i enkelt transistor-lignende hus eller som en mængde af enheder (typisk otte) i et integreret kredsløb.
Darlingtonkoblingen blev opfundet af Bell Laboratories ingeniør Sidney Darlington i 1953. Han patenterede ideen af at have to eller tre transistorer på en enkelt mikrochip delende en kollektor-tilledning.

En lignende konfiguration men med transistorer af modsatte polariteter (NPN og PNP) er Sziklai-parret, nogle gange kaldet en "komplementær Darlington". Sziklai-koblingen har typisk mere end 20dB (10 gange) lavere harmonisk forvrængning end Darlington-koblingen. Herudover er effektudgangstrin baseret på Sziklai-koblingen betydeligt mere termisk stabile end Darlington-koblingen.